# Região hidrográfica das Ribeiras do Oeste
A Bacia Hidrográfica das Ribeiras do Oeste engloba todas as pequenas bacias da sub-região do Oeste.
Constitui uma faixa estreita, com cerca de 120 km de extensão e a sua largura máxima atingindo os 35 km na linha Peniche–Cadaval, e uma área total de 2412 km2 (ou 2798 km2 se for considerado o plano de água das massas de água costeiras).
Os principais constituintes são: o rio Alcoa, Tornada, Arnóia, Real, a ribeira de São Domingos, o rio Grande, Alcabrichel, Sizandro, a ribeira do Sobral, do Cuco, o rio Lizandro, a ribeira de Colares e a das Vinhas.
A Bacia das Ribeiras do Oeste confina com a Bacia Hidrográfica do Tejo, a leste, e com a do Lis, a norte e nordeste.
As bacias hidrográficas das ribeiras do Oeste estão integradas na Região Hidrográfica 4, que compreende as bacias do Vouga, Mondego, Lis e Ribeiras do Oeste.
O Plano das Bacias Hidrográficas das Ribeiras do Oeste esteve em consulta pública entre 24 de Novembro de 2011 e 24 de Maio de 2012, passando depois os documentos do plano para a fase de revisão, elaboração de versões finais e concluindo o processo, para aprovação. A competência para elaboração deste plano coube à respectiva administração de região hidrográfica, no caso a ARH do Tejo.